# Eitra
Die Eitra ist ein kleines Fließgewässer der Gewässerordnung III in den Landkreisen Fulda und Hersfeld-Rotenburg in Osthessen.

## Geographie

### Verlauf
Der Bach entspringt am Westhang des Lichtberges im Hessischen Kegelspiel im Landkreis Fulda. Er fließt nur etwa 500 östlich am Eiterfelder Ortsteil Leimbach in nördliche Richtung vorbei. Nach nur etwas mehr als einem Kilometer erreicht der Bach Eiterfeld, wo er zunächst in westliche Richtung einschwenkt. Er fließt südlich dicht am Ortskern von Eiterfeld vorbei, nimmt den von Süden kommenden Leimbach auf und fließt weiter durch Arzell, wo ihm die von Nordosten herbeikommende Wölf und kurz danach der von Südwesten nahende Schlierbach zumünden.
Ab hier ist die Fließrichtung der Eitra nordwestlich und ihr Tal wird enger. Der Bach findet seinen Weg zwischen dem Hisselsberg (399 m ü. NN) links und dem Schoders (363 m ü. NN) auf der rechten Seite des Baches hindurch. Danach passiert er das Dorf Buchenau und trennt dann den Dicken Berg (454,2 m ü. NN) zur Linken vom Hauberg (412,8 m ü. NN) zur Rechten. Dort etwa tritt der Bach in den Landkreis Hersfeld-Rotenburg über, wo er den Haunecker Ortsteil Bodes durchzieht, in dem ihm der Fischbach von Nordosten her zufließt.
Wenige hundert Meter westlich  des Ortes Eitra von Hauneck am rechten Hang mündet die Eitra bei Flusskilometer 7,9 von rechts in die Haune.

### Zuflüsse und Abzweige
Liste direkter Zuflüsse und Abzweige von der Quelle zur Mündung. Auswahl.
- Leimbach, von links vor Eiterfeld-Arzell
- Wölf, von rechts am oberen Ortsrand von Arzell, 5,9 km und ca. 9,0 km²
- Schlierbach, von links in Arzell
- (Bach von Eiterfeld-Schwarzenborn her), von links in Eiterfeld-Buchenau
- Fischbach, von rechts in Hauneck-Bodes
- Hirschgraben, von links in Bodes
- → (Grabenabzweig), nach rechts bei Bodes; mündet etwas flussabwärts der Eitra bei Hauneck-Sieglos von rechts in die Haune

## Geschichte
Im frühen Mittelalter wird der Bach Eitraha genannt (780/781). Der Name leitet sich von germanisch *aitra- für 'anschwellend' ab. Alternativ geht die Silbe „Eitr“ auf einen germanischen bzw. keltischen Begriff für Moor oder Moder zurück, „aha“ ist die Silbe für Wasser oder Fluss. Sowohl der Ortsname Eiterfeld ('das Feld im Moor') als auch das Dorf Eitra leiten sich vom Bachnamen ab.
Das Flüsschen speiste einige Wassermühlen entlang seines Laufs. Im 19. Jahrhundert wurde mittels eines Wehres in Bodes ein Teil des Baches zur Energieversorgung der damaligen Textilindustrie in Eitra nach rechts abgezweigt.